# Guillaume Apollinaire
Guillaume Apollinaire (pronunciación en francés: /ɡijom apɔlinɛʁ/, –de nombre completo Wilhelm Albert Włodzimierz Aleksander Apolinary Kostrowicki–, Roma, 26 de agosto de 1880-París, 9 de noviembre de 1918) o conocido simplemente en español como Guillermo Apollinaire, fue un poeta, dramaturgo, teórico y crítico de arte nacido en Italia, de ascendencia bielorruso-polaca y naturalizado francés; fue el creador del caligrama y dio nombre al «surrealismo».
Su seudónimo no es más que la francofonización de sus nombre de pila: El primero, Wilhelm a Guillaume (que se traducen literalmente como Guillermo en alemán y francés) y el quinto, de Apolinary a Apollinaire.

## Biografía
Nació en Roma, en Piazza Mastai (en el barrio de Trastevere), el 26 de agosto de 1880, hijo natural de Francesco Flugi d'Aspermont, de antiguo origen suizo, del cantón de Grigioni que nunca lo reconoció, y de Angélica de Kostrowitzky,  una mujer noble de origen polaco Tuvo un hermano llamado Albert. Su padre los abandonó muy pronto y su madre se trasladó con ellos a Mónaco, por lo que ambos crecieron allí. Estudió en el Instituto Sant-Charles regentado por los hermanos maristas. Luego, se matriculó en el liceo Stanislas de Cannes. Poco después su madre los llevó a Niza, donde pasaron algunos años de su juventud y Guillaume estudió en el instituto Masséna de esa ciudad. Suspendió el bachillerato y no volvió a presentarse.
En 1900 se trasladó a París, el centro de las artes y las letras europeas de la época. Tenía muy poco dinero por lo que daba clases particulares. Entre sus alumnos estaba Gabrielle de Milhau, hija de Élinor Hölterhoff, vizcondesa de Milhau, terrateniente de Renania, que invitó al escritor a ir con su familia a sus tierras alemanas. De esa manera, en 1902, Apollinaire conoció Annie Playden, una muchacha inglesa que trabajaba como institutriz de Gabrielle Milhau. A su regreso a París, en 1902, trabajó como contable en la bolsa y como crítico para varias revistas, desde las que teorizó en defensa de las nuevas tendencias del arte y frecuentó los círculos artísticos y literarios de la capital francesa, donde adquirió cierta notoriedad.
En 1909 publicó su primer libro, El encantador en putrefacción, basado en la leyenda de Merlín y Viviana, al que siguieron una serie de relatos de contenido fabuloso. Sus libros de poemas Bestiario o El cortejo de Orfeo (1911) y Alcoholes (1913) reflejan la influencia del simbolismo, al tiempo que introducen ya importantes innovaciones formales; ese mismo año apareció el ensayo crítico Les peintres cubistes (Los pintores cubistas), defensa encendida del nuevo movimiento como superación del realismo.

### El robo de las estatuillas del Louvre
El 7 de septiembre de 1911, el poeta fue arrestado acusado de estar relacionado con el robo de La Gioconda en el Museo del Louvre (perpetrado el 21 de agosto de ese año por Vincenzo Peruggia). La acusación se debió a sus vínculos con Gery Piéret,culpable de haber robado anteriormente dos estatuillas del Museo del Louvre. A su vez, Apollinaire implicó a Pablo Picasso, pero finalmente ambos fueron puestos en libertad.

### Primera Guerra Mundial
Al estallar la Primera Guerra Mundial en 1914, se alistó como voluntario en el ejército francés y fue herido de gravedad en la cabeza en 1916, momento en que se le concede la nacionalidad francesa.

## Comienzos literarios
En 1918 las Éditions Sic publican su obra Las tetas de Tiresias. Su poema, La alegre rusa, dedicado a su nueva compañera, apareció en marzo en la revista L'Éventail. En abril, el Mercure de France publica su nueva antología poética: Caligramas. 

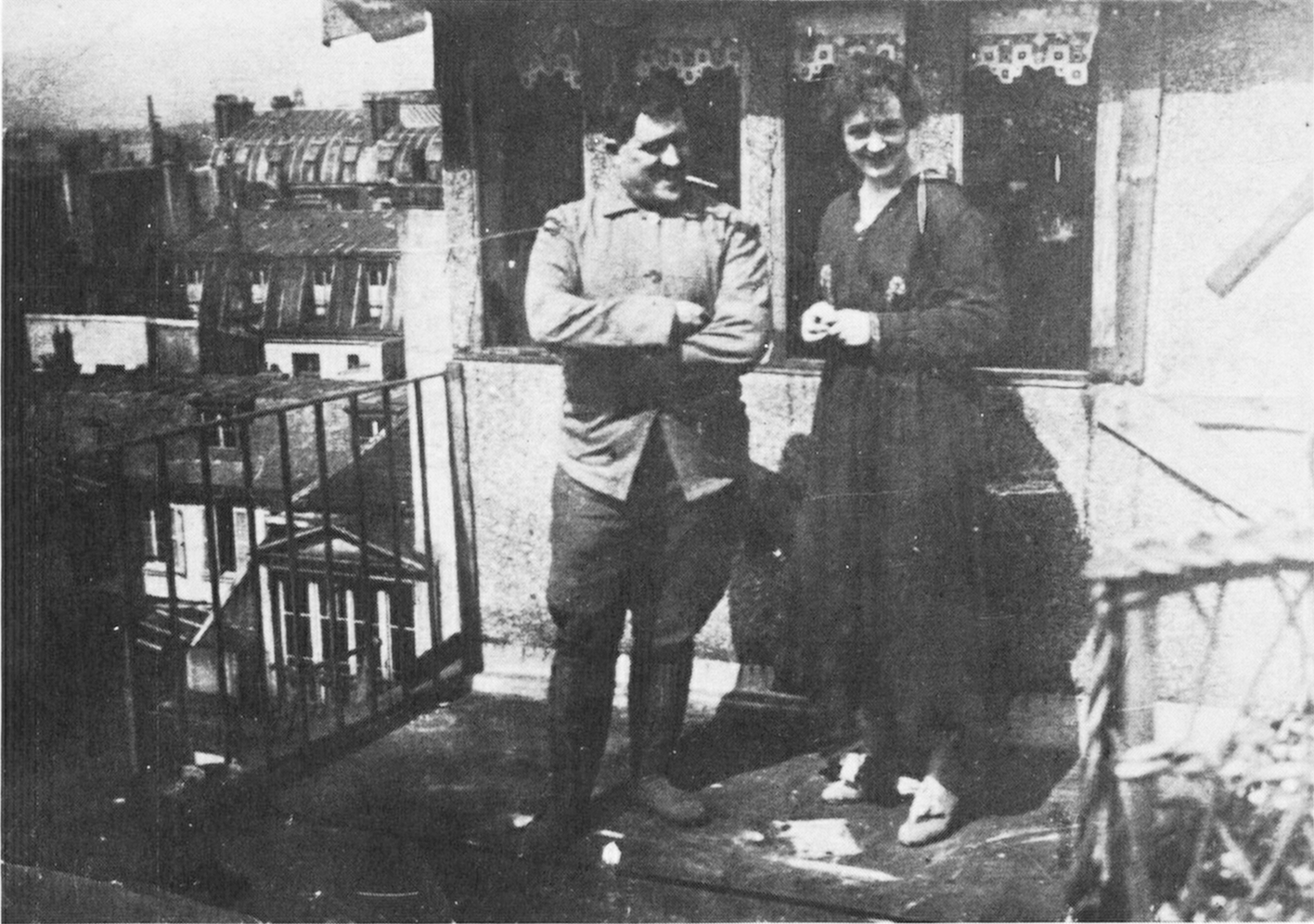
Apollinaire y su esposa Jacqueline

El 2 de mayo se casa con Jacqueline Kolb (la «alegre rusa» del poema), a la que debemos numerosas publicaciones póstumas de las obras de Apollinaire. Testigos de la boda fueron Picasso, Gabrielle Buffet y el famoso marchante de arte Ambroise Vollard.
Apollinaire fue asignado el 21 de mayo a la oficina de prensa del Ministerio de las Colonias, fue promovido a teniente el 28 de julio. Después de un permiso de tres semanas con Jacqueline en Kervoyal, volvió a su oficina del ministerio y continuó paralelamente trabajando en artículos, en un guion para el cine y en revisiones de su nueva pieza: Color del tiempo.

## Caligramas

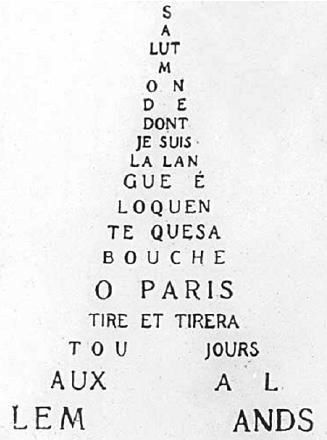
Caligrama

En 1913 publicó  una primera colección Alcoholes, en la que optó por integrar varios poemas escritos durante varios años y logró colocar un anagrama en algunos poemas.
En los poemas de Caligramas, subtitulado Poemas de la paz y de la guerra, llevó al extremo la experimentación formal de sus anteriores obras, preludiando la escritura automática surrealista al romper deliberadamente la estructura lógica y sintáctica del poema.
Es una colección de poemas inspirados por la guerra y escritos en la trinchera que son muy variados: 
- Con o sin intervención de la tipografía y el color
- Escritura enmarcada

- dibujados con la palabra
- construidos con letras deformadas

- Vacíos
- Concretos
- Antirrepresentativos y autorrepresentativos

Son célebres, por otro lado, sus «ideogramas», en los que la tipografía servía para «dibujar» objetos con el texto mismo del poema, en un intento de aproximarse al cubismo y como expresión del afán vanguardista de romper las distinciones de géneros y artes. Esta técnica hoy en día es denominada «poesía visual», como un todo o una base desde la cual se realiza esta taxonomía de las diferentes expresiones como la caligramática; referido a la poesía, también existe la poesía auditiva, en inglés poetry sound.
Fueron usados para representar al cubismo (la primera vanguardia) de forma literaria.

## Apollinaire y el surrealismo
Apollinaire fue el primero en utilizar los términos surrealismo y surrealista. Inventó el término en marzo de 1917 en una carta enviada al poeta belga Paul Dermée, y volvió a emplearlo en junio de 1917, con motivo del estreno de su obra de teatro Las tetas de Tiresias, a la que calificó de «drama surrealista», para expresar una forma de ver la realidad, porque no le servía ninguna otra. Lo definió de la siguiente manera: «Cuando el hombre quiso imitar el andar, creó la rueda, que no se parece en nada a una pierna. Así hizo surrealismo sin saberlo». Breton en su Manifiesto de 1924, recuperó el vocablo, aunque dándole otra acepción.

## Apollinaire y el erotismo
Apollinaire editó una colección de clásicos eróticos (Los maestros del amor, 1909), colaboró en publicaciones, como París-midi, Mercure de France y Les Marges, en las que  firmaba con el seudónimo de Louise Lalane, y fundó las revistas "Le Festin d'Esope" (1903) y "Les Soirées de París" (1912). Escribió novelas eróticas: Las once mil vergas (1908) y Las hazañas de un joven Don Juan (1908), y obras en prosa como El encantador en putrefacción"(1909), basada en la leyenda de Merlín y Viviana a la que siguieron una serie de relatos de contenido fabuloso.

## Crítica
El centro de su obra fue la poesía, entendida como un arte inseparable de la vida. Fue decisivo en la controversia pintura/poesía rompiendo la visión estética de periodos anteriores y generando nuevas formas de vanguardia en la literatura y el arte. Desde sus primeros poemas, expresó su obsesión por temas como el recuerdo, la angustia, el amor y el erotismo, y su intento de cambio lo situó como un escritor de transición entre el simbolismo y el surrealismo.

## Fallecimiento
Murió en 1918, en París, víctima de la pandemia de gripe de 1918, cuando aún estaba convaleciente de sus heridas,  y fue enterrado en el cementerio del Père-Lachaise. Fue declarado Mort pour la France (Muerto por Francia) en honor a su servicio durante la guerra.

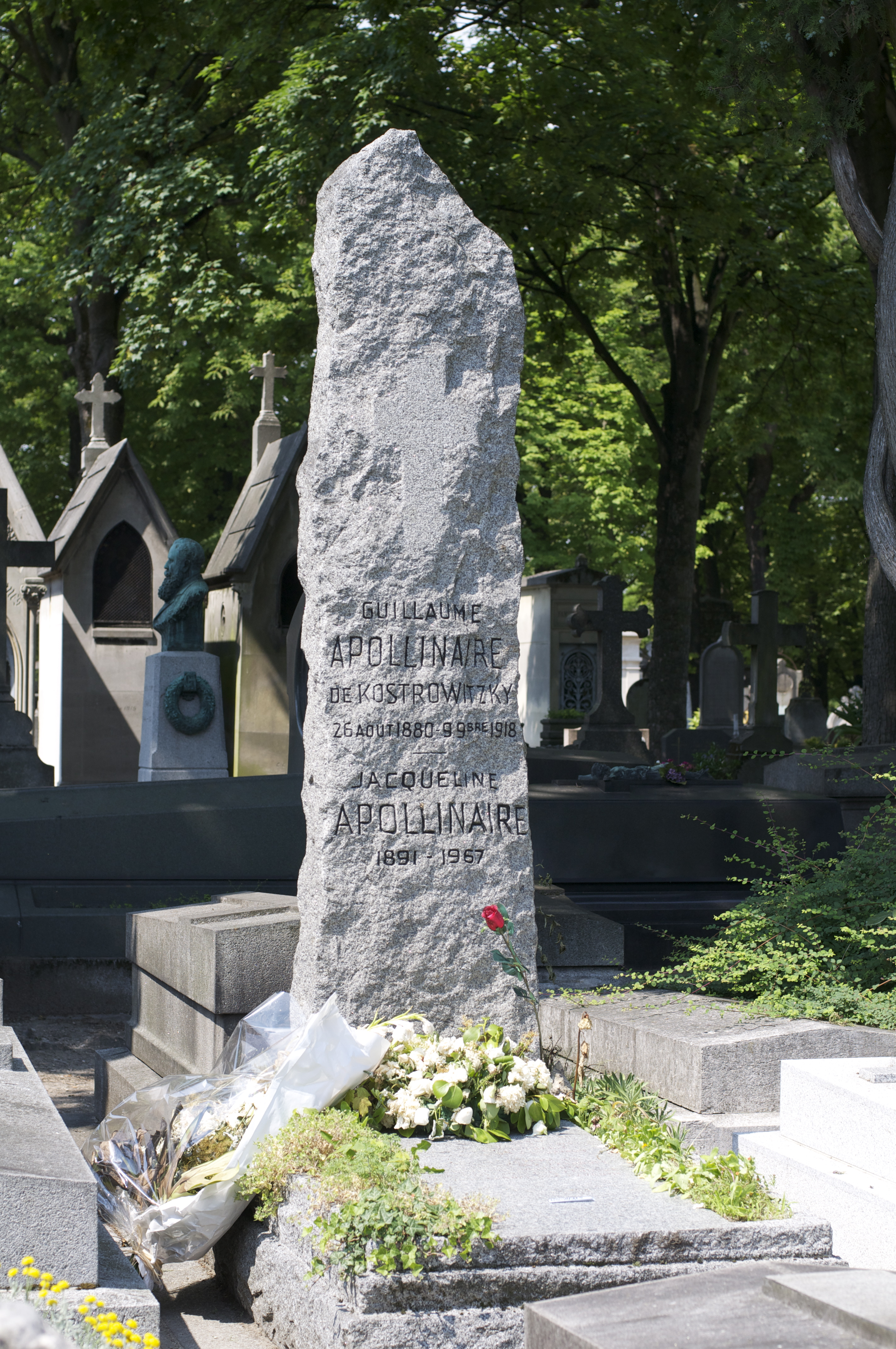
Tumba de Apollinaire en Père Lachaise

## Publicaciones
Poemas
- El bestiario o el cortejo de Orfeo (1911)
- Alcoholes (1913)
- Caligramas (1918)
- Vitam impendere amori
- Il y a
- Poèmes à Lou
- El Vigía melancólico
- Poemas a Madeleine
- Poèmes a la Marraine
- Poèmes retrouvés
- Poemas epistolares
- Poemas inéditos
- Antes del cine[5]

Dramas
- Las tetas de Tiresias (drama surrealista)
- Color del tiempo
- Casanova
- El Marinero de Ámsterdam

Obras en colaboración con André Salmon
- La Température
- Le Marchand d´anchois
- Jean-Jacques

Fragmentos y proyectos de guiones cinematográficos
- La Bréhatine
- C´est un oiseau qui vient de France. Con un prólogo de M. Decaudin

Obras en prosa
- El poeta asesinado
- Cuentos descartados
- El encantador putrefacto
- El Heresiarca y Cia
- Las once mil vergas
- La femme assise
- Contes retrouvés
- La fin de Babylone
- Les Trois Don Juan
- La femme blanche des Hohenzollern[5]

Caligramas
- La paloma apuñalada y el surtidor